# Bataille de Yellow Tavern
Guerre de Sécession
Batailles
Campagne terrestre
- Wilderness
- Spotsylavnia C.H.
- Yellow Tavern
- Meadow Bridge
- North Anna
- Wilson's Wharf
- Pamunkey
- Haw's Shop
- Totopotomoy Creek
- Old Church
- Cold Harbor
- James River
- Trevilian Station
- Saint Mary's Church

La bataille de Yellow Tavern est un combat de la guerre de Sécession. Elle a lieu le 11 mai 1864, en Virginie. Elle oppose la cavalerie de l'armée de l'Union et celle de l'armée confédérée, et reste célèbre en raison de la blessure mortelle reçue par le général de division confédéré J.E.B. Stuart lors des combats.

## Le contexte
En 1864, le général en chef de l'Union Ulysses S. Grant lance l'Overland Campaign, une offensive contre l'armée de Virginie du Nord du général Robert Lee. Au début du mois de mai, les deux généraux se livrent un combat à l'issue incertaine lors de la bataille de la Wilderness, puis s'engagent dans les violents affrontements de la bataille de Spotsylvania.
Le commandant de la cavalerie de l'Union, le major-général Philip Sheridan, est insatisfait du rôle qui lui était assigné. Son corps de cavalerie, rattaché à l'armée du Potomac, dirigée par le Major-général George G. Meade, lui-même sous les ordres de Grant, était cantonné dans un rôle traditionnel d'escorte et de reconnaissance, alors que Sheridan voyait la cavalerie comme un corps offensif opérant indépendamment, et menant des raids sur les arrières de l'ennemi. Le 8 mai 1864, il s'adresse directement à Grant, et le convainc qu'une unité de cavalerie opérant de façon autonome pourrait défaire les forces de "Jeb" Stuart, ennemi de longue date de l'armée de l'Union.
Le 9 mai, le plus puissant corps de cavalerie jamais assemblé sur le front est, fort de plus de 10 000 hommes et de 32 pièces d'artillerie, part en direction du sud-est afin de se glisser derrière les lignes de l'armée de Lee. Les objectifs du raid sont multiples : perturber les lignes de ravitaillement de l'ennemi en détruisant les voies de chemin de fer, menacer Richmond, la capitale de la confédération, afin de distraire les troupes de Lee, enfin et surtout, défaire J.E.B. Stuart.
La colonne de cavalerie, qui s'étendait parfois sur une distance de 13 miles (20 km), atteint la base de ravitaillement sudiste de Beaver Dam Station dans la matinée. Une grande partie des fournitures militaires avait déjà été détruite par les sudistes avant leur arrivée, les forces de Sheridan détruisent de nombreux wagons, six locomotives de la compagnie de chemin de fer Virginia Central Railroad, coupent les lignes de télégraphe et libèrent près de 400 prisonniers nordistes.

## Les forces en présence

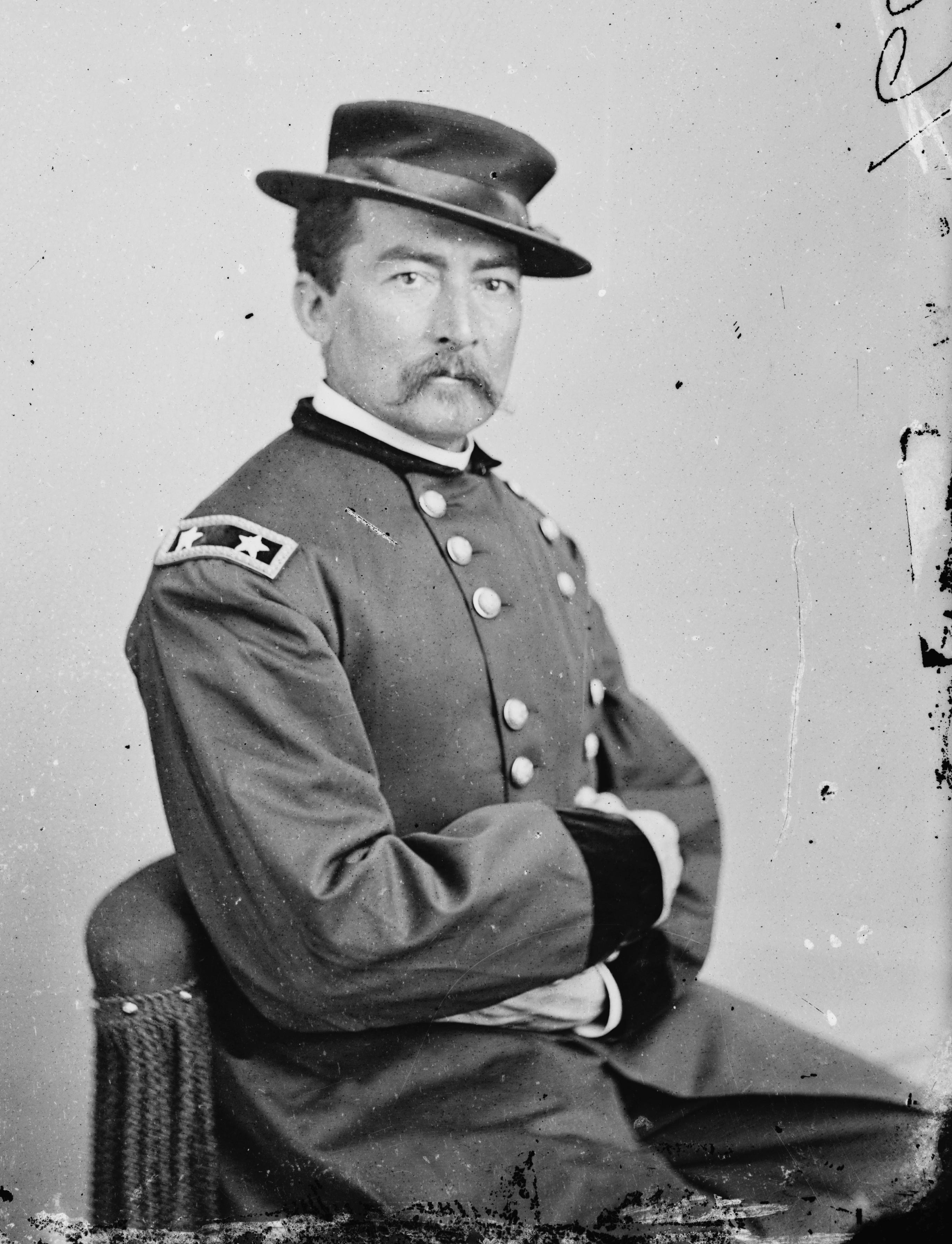
Philip Sheridan

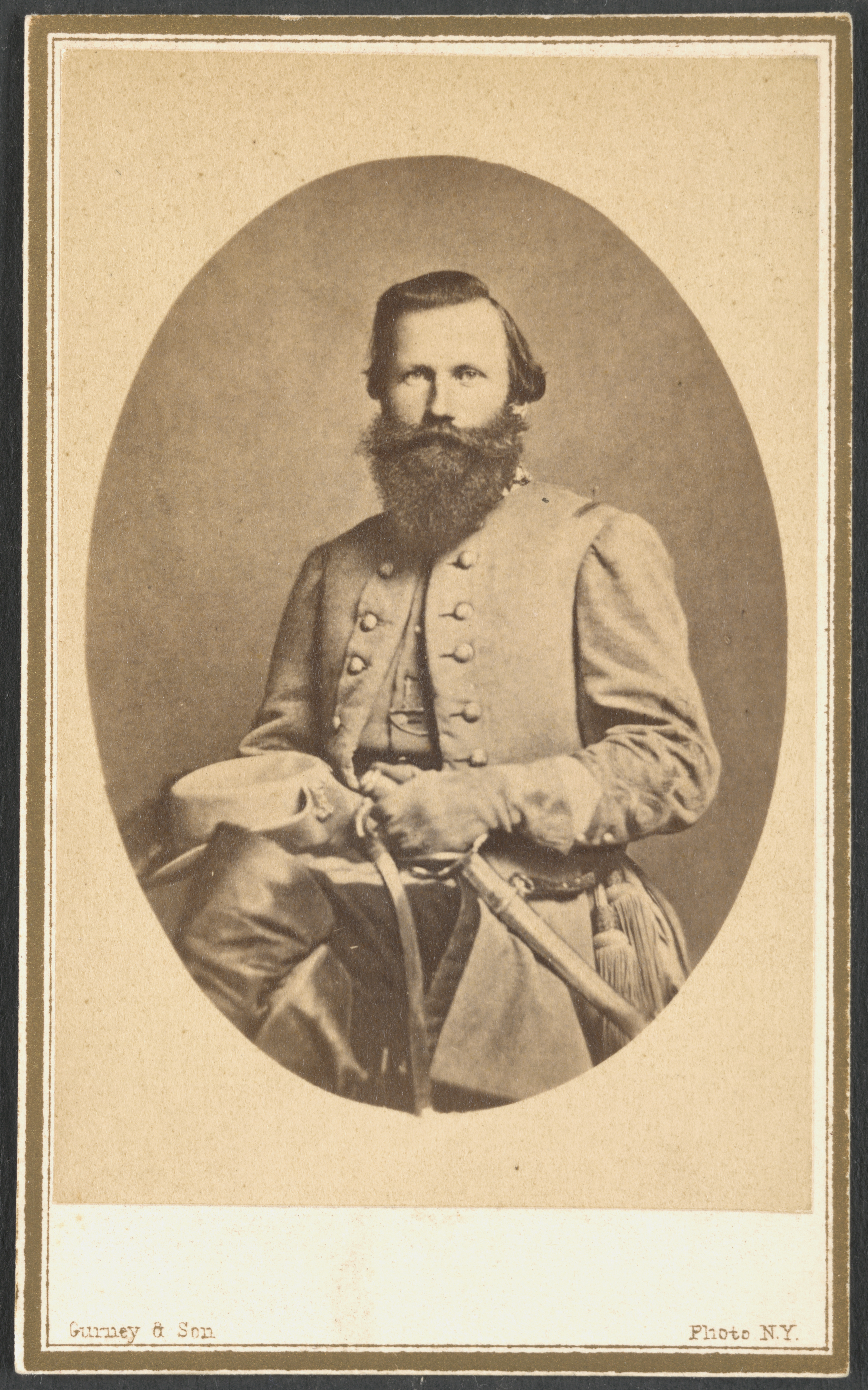
J. E. B. Stuart

### Forces nordistes
- Division Merritt.
  - Brigade Custer (4 régiments, 1er, 5e, 6e et 7e Michigan).
  - Brigade Devin (4 régiments, 4e, 6e, 9e et 17e New-York).
  - Brigade Gibbs (réserve, 5 régiments, 1er, 2e, 5e régiments de cavalerie US[1], 19e New-York et 6e Pennsylvanie).
- Division Gregg, David MacMutrie.
  - Brigade Davies (4 régiments, 1er Massachusetts, 1er New Jersey, 6e Ohio et 1er Pennsylvania).
  - Brigade Gregg, John Irving, (6 régiments, 1er Maine, 10e New York, 2e, 4e, 8e et 16e Pennsylvania).
- Division Wilson.
  - Brigade Macintosh (4 régiments, 1er Connecticut, 2e New York, 5e New York et 18e Pennsylvanie).
  - Brigade Chapman (3régiments, 3e Indiana, 8e New York et 1er Vermont).

La 3e division du Corps de cavalerie (Wilson) ne participe qu'à la fin du combat. Il en est de même pour l'artillerie rattachée.
La plupart des unités nordistes sont équipées des nouvelles carabines à répétition Spencer (arme).

### Forces sudistes
Elles ne se composent que de cavalerie et d'artillerie montée.
- Brigade Lomax (3 régiments, 5e, 6e et 15e Virginie).
- Brigade Wickam (4 régiments, 1er, 2e, 3e et 4e Virginie).
- Batterie Baltimore (4 canons de 10 livres)[2]

## La bataille de Yellow Tavern
La colonne nordiste se dirige vers Richmond, venant du nord ouest. Elle est en colonne de route, éclairée par la brigade Gregg.
J.E.B. Stuart a réussi à prendre de vitesse ses adversaires et place 4 500 soldats entre la ville de Richmond et les forces de Sheridan.
Le dispositif adopté voit une de ses brigades, Lomax, placée sur un axe nord-sud, à l'est de la route menant à Richmond; ainsi placée, elle pourra attaquer de flanc la colonne nordiste. L'autre brigade est positionnée sur une hauteur qui court sur un axe est-ouest, sur la droite des positions de Lomax. Sa position peut lui permettre d'attaquer par l'arrière des nordistes marchant vers Richmond ou leur flanc gauche s'ils choisissaient d'engager les troupes de Lomax.
Le combat se déroule en 2 temps. Dans un premier temps, vers midi, les nordistes vont attaquer vers l'est leurs adversaires. Dans un second temps, les troupes nordistes vont pivoter pour faire face au nord et attaquer le reste des forces confédérées. Si les forces sudistes résistent vaillamment, elles doivent céder sous le nombre.

### Première partie (midi)
En fin de matinée, les éléments avancés nordistes arrivent au contact des unités sudistes de Lomax, à proximité d'une auberge abandonnée, "Yellow Tavern", située à 10 km) au nord de Richmond. Celles-ci sont démontées. Au fil de leur arrivée sur le terrain, les régiments de Devin se placent à la droite de celles de Gregg. Celles de Custer se plaçant à sa gauche. Faisant face à Lomax, les troupes nordistes offrent ainsi leur flanc gauche au reste des forces confédérées.
Des deux côtés, les cavaliers combattent à pied. Les nordistes tournent le flanc gauche de Lomax, obligeant les sudistes à reculer vers le nord pour rejoindre les troupes de Wickham.

### Seconde partie (16 heures)
La brigade Custer charge l'aile gauche sudiste. 2 des régiments (1er et 7e) vont charger, sabre au clair, les deux autres (5e et 6e) sont démontés pour accompagner et appuyer la charge. Les cavaliers nordistes bousculent la ligne sudiste et s'emparent de 2 canons dont le tir a été inefficace, les artilleurs, placés en hauteur, ne pouvant pointer suffisamment bas leurs canons.
À la tête d'une compagnie, J.E.B. Stuart contrecharge les nordistes. Ceux-ci refluent. En passant, Stuart croise le chemin de John A. Huff, soldat du 5e régiment de cavalerie du Michigan. Celui-ci, âgé de 48 ans, ancien tireur d'élite, fait feu sur J.E.B. Stuart d'une distance de 30 pieds (plus de 9 m) et le blesse mortellement d'une balle de pistolet. Stuart mourra le lendemain.
Les affrontements se poursuivent durant une heure, le major-général Fitzhugh Lee prenant provisoirement le commandement des troupes confédérées. Elles sont sur le point d'être submergées et retraitent, pour la plupart vers le nord mais pour certaines vers Richmond; cependant Sheridan rompt le combat pour se diriger au sud en direction de Richmond. Tenté d'engager les maigres troupes défendant le nord de la ville, mais estimant que les pertes seraient trop importantes et qu'il ne pourrait tenir la ville, il poursuit sa route vers le sud et traverse finalement la rivière Chickahominy afin de rejoindre les forces du major-général Benjamin Franklin Butler.

## Les retombées du raid
Le raid entrepris par Sheridan est un succès incontestable, son corps de cavalerie perd 625 hommes mais capture 300 soldats Confédérés, tout en libérant 400 prisonniers de l'Union. Toutefois, leur succès le plus significatif est la mort de "Jeb" Stuart, qui prive le général Robert Lee de son commandant de cavalerie le plus expérimenté.

## Sources
- (en) Cet article est partiellement ou en totalité issu de l’article de Wikipédia en anglais intitulé « Battle of Yellow Tavern » (voir la liste des auteurs).
- Rhea, Gordon C., The Battles for Spotsylvania Court House and the Road to Yellow Tavern May 7–12, 1864, pages 201-212.
- Mark M boatner III, The Civil War Dictionary, 1959, réédité 1988, Vintage Books,  (ISBN 0-679-73392-2), Huff, page 416; bataille, pages 951-952.
- James H Kidd, A cavalryman with Custer, 1991, Bantam Domain Books,  (ISBN 0-553-29381-8), chapitre 12, pages 188-212.
- James M McPherson,  La Guerre de Sécession, 1991, Robert Laffont,  (ISBN 2-221-06742-8), page 800.
- David J Eicher, The longest night, a military history of the Civil War, 2001, Simon & Schuster,  (ISBN 0-684-84944-5), page 674.
- Edward G Longacre, Lee's cavalrymen, a history of Mounted Forces of the Army of Northern Virginia, 2002, Stackpole Books,  (ISBN 0-8117-0898-5), pages 285-289.
- George Walsh, Those damn horse soldiers, 2006, Forge Books,  (ISBN 978-0-765-31270-9), 1864, chapitre 7, pages 311-320.
- Samuel Carter III, The last cavaliers, 1979, St Martin's Press,  (ISBN 0-312-12553-4), pages 209-212.
- Philip Katcher, Sharpshooters of the American Civil War 1861-65, Osprey, Warrior 60,  (ISBN 1-84176-463-9), pages 6–7.